# Opus (arquitectura)
Se trata de la forma de disponer los materiales de construcción de muros y paramentos en la Roma clásica y, en general, en la antigüedad, en una técnica que se ha mantenido hasta nuestros días.
Los romanos adoptaron las técnicas griegas de construcción de muros y, partiendo de ellas, las mejoraron y desarrollaron aparejos peculiares tanto por el uso de diferentes materiales constructivos, como por la mezcla de estos en el mismo paramento, hasta llegar al uso del cemento romano entre los elementos de la obra. 
Los paramentos se diferencian entre sí principalmente por la apariencia de la talla de las piedras, aspecto que puede llegar a ser distinto entre la cara interior y la exterior. Este hecho fue favorecido por el uso del emplecton. Otro detalle importante es el material utilizado, que varía desde adobes, sillares, sillarejos, hasta los ladrillos. 
Esta estructura organizativa de los elementos constructivos, el acabado, su composición y las distintas combinaciones entre sí, dieron lugar a diferentes formas en muros, paramentos y suelos que han sido clasificadas en distintos tipos, englobados dentro del concepto de opus.